# Juegos Asiáticos de Playa de 2014
Los IV Juegos Asiáticos de Playa, bajo la denominación Phuket 2014, se celebraron en Phuket, Tailandia, entre el 14 y el 23 de noviembre de 2014
Participaron 2297 deportistas representantes de 45 países miembros del Consejo Olímpico de Asia.
| Predecesor: Haiyang 2012 | IV Juegos Asiáticos de Playa 2014 | Sucesor: Nha Trang 2016 |